# 東總社站
東總社站（日语：／ Higashi-Sōja eki */?）是位於岡山縣總社市總社二丁目21番1號，西日本旅客鐵道（JR西日本）的吉備線（桃太郎線）車站。車站編號為JR-U09。

## 歷史
- 1904年（明治37年）11月15日 - 中國鐵道（日语：中鉄バス）吉備線開通，此車站啟用。當時車站名稱為總社站（第一代）。
- 1925年（大正14年）
  - 2月17日 - 湛井站至此站之間的舊線廢止，使此站暫時成為吉備線終點站。
  - 8月7日 - 伯備南線（現時：伯備線）西總社站（現時：總社站）至此站之間的新線開通，再次成為中途站。
- 1944年（昭和19年）6月1日 - 中國鐵道的鐵路部門被國有化，成為國有鐵道吉備線車站。
- 1959年（昭和34年）10月1日 - 車站改名為東總社站。在改名後一個月的11月1日，西總社站改名為總社站（第二代）。
- 1987年（昭和62年）4月1日 - 伴隨國鐵分割民營化，車站由西日本旅客鐵道（JR西日本）營運。
- 2004年（平成16年）4月1日 - 車站從業務委託車站變為無人車站。
- 2007年（平成19年）
  - 7月29日 - 設置可支援ICOCA的簡易型自動閘機。
  - 9月1日 - 此站可使用IC卡「ICOCA」。

## 車站構造
車站是一座地面車站，設有2面2線的相對式月台，可進行列車交會。車站大樓位於總社方向月台側，兩月台之間設有跨線橋連接。
此站是由倉敷站（管理車站）和總社站（地區車站）管理的無人車站。在繁忙時期於極少情況下，總社站會安排職員負責窗口業務。車站內設有ICOCA專用讀卡機，此站可使用ICOCA與其可互相使用的IC卡。此站設有自動售票機。

### 月台
| 月台 | 路線     | 上下行 | 方向               |
| ---- | -------- | ------ | ------------------ |
| 1    | 桃太郎線 | 上行   | 備中高松、岡山方向 |
| 2    | 桃太郎線 | 下行   | 總社方向           |

- 在上述的路線名稱中，採用了乘客資訊上稱呼的（愛稱）名字。
- 長久以來此站沒有編排月台編號，在制定路線愛稱後編排月台編號。於車站大樓一方（下行）為2號月台。

## 使用狀況
以下為近年1日平均乘車人次列表：
| 乘車人次變化 | 乘車人次變化    |
| 年度         | 1日平均乘車人次 |
| ------------ | --------------- |
| 1999         | 957             |
| 2000         | 944             |
| 2001         | 944             |
| 2002         | 933             |
| 2003         | 936             |
| 2004         | 640             |
| 2005         | 631             |
| 2006         | 611             |
| 2007         | 774             |
| 2008         | 790             |
| 2009         | 762             |
| 2010         | 781             |
| 2011         | 774             |
| 2012         | 818             |
| 2013         | 860             |
| 2014         | 811             |
| 2015         | 864             |
| 2016         | 851             |
| 2017         | 899             |
| 2018         | 933             |

## 車站周邊
- 總社市政廳
- 總社郵局（日语：総社郵便局）
- 備中國總社宮（日语：備中国総社宮）
- 神明神社 (總社市)（日语：神明神社 (総社市)）
- 長野醫院
- 藥師寺慈惠醫院
- 岡山縣立總社高等學校（日语：岡山県立総社高等学校）
- 總社市立總社東中學（日语：総社市立総社東中学校）
- 總社市立總社小學（日语：総社市立総社小学校）
- 丸中（日语：マルナカ (チェーンストア)）總社店
- Dio（日语：大黒天物産）總社店
- HALOWS（日语：ハローズ）總社店
- 國道180號（日语：国道180号）
- 岡山縣道271號總社足守線（日语：岡山県道271号総社足守線）

## 相鄰車站
西日本旅客鐵道（JR西日本）
 桃太郎線（吉備線）
服部（JR-U08）－東總社（JR-U09）－總社（JR-U10）

### 曾經存在的路線
中國鐵道
吉備線（舊線）
（服部站－）總社站（現時：東總社）－湛井

## 注腳
1. ↑  岡山縣統計年報

## 外部連結
- 東總社｜車站資訊：JR出門網 - 西日本旅客鐵道（日語）